# بيبي بيل
بيبي بيل (بالإسبانية: María Isabel Gómez Bell)‏ هي مغنية وممثلة أرجنتينية، ولدت في 26 يناير 1943 ببوينس آيرس في الأرجنتين، وتوفيت في 24 يناير 2000.

## أعمالها

### في السينما
- كل واحد معركته

## وصلات خارجية
- بيبي بيل على موقع IMDb (الإنجليزية)
- بيبي بيل على موقع قاعدة بيانات الفيلم (الإنجليزية)